# 长岛蝮
长岛蝮（学名：Gloydius changdaoensis），一种分布于中国山东省东部及江苏省北部地区的毒蛇，隶属于蝰科亚洲蝮属。其种加词“changdaoensis”意为“山东省烟台市长岛县的”。

## 分类地位
1999年，中国学者李建立根据外部形态、鳞片计数和蛇毒电泳等方法描述命名了岩栖蝮（Gloydius saxatilis）长岛亚种。之后有学者将岩栖蝮认定为中介蝮（Gloydius intermedius）的次订同物异名，因此本种学名更正为“Gloydius intermedius changdaoensis Li，1999”。之后有学者根据系统分类学研究结果，建议将本种升级为独立种。2020年发布的《中国两栖、爬行动物更新名录》也将本种视为独立种。但是目前大部分资料仍将本种视为中介蝮的一个亚种。

## 保护
本种于2023年被收录入《有重要生态、科学、社会价值的陆生野生动物名录》。